# Габриэл, Адам
А́дам Га́бриэл (чеш. Adam Gabriel; род. 28 мая 2001, Чехия) — чешский футболист, защитник датского клуба «Мидтьюлланн» и сборной Чехии.
Адам и его брат-близнец Шимон — сыновья известного чешского футболиста Петра Габриэла.

## Клубная карьера
Габриэл — воспитанник клубов «Збраслав» и пражской «Спарты». 10 августа 2021 года в поединке отборочного этапа Лиги чемпионов против «Монако» Адам дебютировал за основной состав. 21 августа в матче против «Градец-Кралове» он дебютировал в Первой лиге. В 2022 году Габриэл перешёл в «Градец-Кралове» на правах аренды. 7 августа в матче против «Словацко» он дебютировал за новый клуб. 8 октября в поединке против «Теплице» Адам забил свой первый гол за «Градец-Кралове». 
22 августа 2023 года Габриэл перешёл в датский «Мидтьюлланн», подписав контракт до 2028 года. 27 августа в матче против «Норшелланна»«» он дебютировал в датской Суперлиге. 27 октября в поединке против «Люнгбю» Адам забил свой первый гол за «Мидтьюлланн». 

## Международная карьера
В 2023 году Габриэл в составе молодёжной сборной Чехии принял участие в молодёжном чемпионате Европы в Румынии и Грузии. На турнире он сыграл в матчах против команд Англии, Германии и Израиля. 
26 марта 2024 года в товарищеском матче против сборной Армении дебютировал за главную сборную страны. Чехия одержала победу со счётом 2:1.

## Статистика выступлений за сборную
| Матчи за сборную Чехии | Матчи за сборную Чехии | Матчи за сборную Чехии | Матчи за сборную Чехии | Матчи за сборную Чехии | Матчи за сборную Чехии | Матчи за сборную Чехии |
| ---------------------- | ---------------------- | ---------------------- | ---------------------- | ---------------------- | ---------------------- | ---------------------- |
| №                      | Дата                   | Оппонент               | Счёт                   | Голы                   | Соревнование           |                        |
| 1                      | 26 марта 2024          | Армения                | 2:1                    | -                      | Товарищеский матч      |                        |